# Michaela Kardeis
Michaela Kardeis (* 5. März 1972 in Salzburg als Michaela Pfeifenberger) war bis Anfang April 2019 Generaldirektorin für die öffentliche Sicherheit im österreichischen Innenministerium. Zuvor war sie Landespolizeivizepräsidentin der Landespolizeidirektion Wien.

## Werdegang
Michaela Kardeis trat nach Abschluss ihres Studiums der Rechtswissenschaften an der Universität Salzburg (Mag. iur. 1995, Dr. iur. 1996) in den Dienst des Landes Salzburg ein, wo sie im Büro für Frauenfragen und Gleichbehandlung tätig war. Von 1997 bis 1999 war sie in der Bezirkshauptmannschaft Salzburg-Umgebung für die Bereiche Gewerbe- und Baurecht zuständig. Von 1999 bis ins Jahr 2000 wechselte sie in die Präsidialabteilung des Landes Salzburg, um anschließend ihren Dienst im Kabinett des Innenministers Ernst Strasser bis zum Jahr 2001 zu versehen.
Im Jahr 2001 trat sie als erste Leiterin einer polizeilichen Sicherheitsbehörde Österreichs ihren Dienst als Polizeidirektorin der Bundespolizeidirektion (BPD) Schwechat an. Diese Funktion hatte sie jedoch nur bis zum Jahr 2002 inne. In diesem Jahr wurde sie provisorisch mit dem Amt der Polizeivizepräsidentin in der Bundespolizeidirektion Wien betraut. Später wurde sie definitiv in dieses Amt, welches in Personalunion mit der Leiterin der Präsidialabteilung besteht, bestellt. Ihr unmittelbarer Vorgesetzter war der Polizeipräsident, zur Zeit und nunmehr als Landespolizeipräsident von Wien Gerhard Pürstl (davor Peter Stiedl).
Einer breiteren Öffentlichkeit wurde Kardeis bekannt, als sie vom damaligen Landespolizeikommandanten von Wien, Roland Horngacher, im Zuge der Amtsmissbrauchaffären in der Wiener Polizei 2006 mehrmals angezeigt wurde. Diese Anzeigen, unter anderem wegen der Weitergabe von Amtsgeheimnissen, wurden aber wegen der Haltlosigkeit der Beschuldigungen von der Staatsanwaltschaft eingestellt.
Kardeis galt als eine der möglichen Kandidaten für die Nachfolge von Polizeipräsident Stiedl, bewarb sich jedoch für dieses Amt nicht. Im Zuge der Sicherheitsbehörden-Neustrukturierung 2012 wurde sie zur Landespolizeivizepräsidentin von Wien bestellt. Mit Jänner 2017 übernahm sie in der Generaldirektion für die öffentliche Sicherheit eine Stelle als „Fachexpertin für Trendmonitoring, gesellschaftliche Entwicklung, Führungskräfte-Entwicklung und gesundheitsförderliches Führen“.
Im August 2017 wurde bekannt, dass  Kardeis in Nachfolge von Konrad Kogler Generaldirektorin für die öffentliche Sicherheit werden soll. Sie übernahm das Amt schließlich mit 1. September 2017. Im Herbst 2019 soll sie Verbindungsbeamtin in den Vereinigten Staaten werden und wurde interimistisch mit 1. April 2019 von Reinhard Schnakl als Leiter Generaldirektion für die öffentliche Sicherheit ersetzt.

## Auszeichnungen
- 2019: Goldenes Ehrenzeichen für Verdienste um das Land Wien[7]